# صموئيل جيرارد
صموئيل جيرارد هو متزلج على مسار قصير كندي، ولد في 26 يونيو 1996 في شيكوتيمي في كندا.

## وصلات خارجية
- الموقع الرسمي
- صموئيل جيرارد على موقع ShortTrackOnLine.info (الإنجليزية)
- صموئيل جيرارد على موقع اللجنة الأولمبية الدولية (الإنجليزية)
- صموئيل جيرارد على موقع أوليمبيديا (الإنجليزية)
- صموئيل جيرارد على موقع اللجنة الأولمبية الكندية (الإنجليزية)